# ムネアカハラビロカマキリ
ムネアカハラビロカマキリ（Hierodula chinensis）は、カマキリ目カマキリ科の昆虫。中国大陸を原産地とし、日本と韓国から記録された。日本では侵略的外来種とされ、在来種への影響が懸念されている。

## 分布
中華人民共和国、日本、大韓民国。模式産地は北京。

## 形態
体長はオス58 - 66mm、メス59 - 80mm。在来種に比べて前胸が長く、前胸の腹側に赤みがかかっている。また、前脚のカマの腿節（たいせつ）部分に黄色い小さなイボが8 - 9個あること、威嚇した際腹部に特徴的な模様が視認できることで在来種のハラビロカマキリと区別できる。
ちなみに、本種の幼虫は胸が赤くなく緑色であり、羽化後3〜5日で赤くなり始めて、一週間くらいで完全に赤くなる。本種のこのような性質から、幼虫時代は在来種のハラビロカマキリと間違えられることがしばしばあるが、カマのつけ根のイボが在来種は大きいものが3つあるのに対して、本種は小さなイボが8〜10個並んでいることから見分けられる。更にハラビロカマキリとの比較として、卵嚢の産み付けられ方にも違いがある。ハラビロカマキリは面に対してべったりと産み付けられるのだが、本種の場合、卵嚢の底面の上部4割ほどは面にべったりくっつき、残りの下部6割ほどはどこにも接着しないという特徴がある。いわば斜めに産み付けられている感じである。更に、本種の卵嚢の方が白黒のコントラストがはっきりしており、在来種の場合は茶色っぽさが目立つ感じになる。

## 分類
長らくインドおよびネパール産のHierodula membranaceaと混同されていたが、2020年に中国産の個体群がH. chinensisとして区別された。
ムネアカハラビロカマキリの和名は、通称としてあった呼称が2014年ごろから採用されたもので、学名は中国の文献に掲載されていたH. venosaと推測されていた。一方でH. venosaの分布は東南アジアに限定されるとされ、本種を掲載した図鑑でもHierodula sp.のままとしている。2021年に広島県で採集された標本をもとに分子系統解析が行われH. formosanaに近縁であることが報告されたが、他標本の情報不足から種の同定は行われていない。2022年には東京都および岐阜県で採集された標本が形態に基づきH. chinensisに同定されているが、ほかの地域の個体群（Hierodula sp.）が同一種であるかは不明とされている。

## 移入
日本ではHierodula membranaceaの類似種として2010年に福井県から初めて報告された。多摩森林科学園では2000年から採集記録があり、それより以前に侵入したと考えられている。分布拡大が指摘されており、2021年までに新潟県から宮崎県までの23都府県で報告されている。同じフィールドで両種が競合した場合、1年で在来のハラビロカマキリの生息密度が希薄となり、みられる大半がムネアカハラビロカマキリになった例が報告されている。
移入個体群は中華人民共和国の浙江省が原産と考えられている。神奈川県立生命の星・地球博物館などの調査により、中華人民共和国から輸入された竹箒に付着した卵が孵化して、日本各地で定着した可能性が指摘されている。